# سیارک ۹۵۱۷۹
سیارک ۹۵۱۷۹ (به انگلیسی: 95179 Berko، نامگذاری:2002BO) نود و پنج هزار و صد و هفتاد و نهمین سیارک کشف شده‌است که در ۱۶ ژانویه ۲۰۰۲ کشف شد.